# Катастрофа Ил-18 под Глубоким
Катастрофа Ил-18 под Глубоким — крупная авиационная катастрофа, произошедшая в воскресенье 17 декабря 1961 года в Тарасовском районе Ростовской области в окрестностях города Миллерово. Авиалайнер Ил-18Б авиакомпании «Аэрофлот» выполнял плановый внутренний рейс SU-245 по маршруту Москва — Сочи, но через 1 час и 26 минут после вылета самолёт перешёл в крутое пикирование, после чего рухнул на землю близ города Глубокий и полностью разрушился. Погибли все 59 человек на борту — 50 пассажиров и 9 членов экипажа.

## Самолёт
Ил-18Б с бортовым номером 75654 (заводской — 188000503, серийный — 005-03) был выпущен заводом ММЗ «Знамя Труда» 30 октября 1958 года и к 17 ноября был передан Главному управлению гражданского воздушного флота, которое направило самолёт в 65-й (Внуковский) авиаотряд Московского управления транспортной авиации гражданского воздушного флота. Всего на момент катастрофы авиалайнер имел 2722 часа налёта.

## Экипаж
Ил-18 пилотировал экипаж из 65-го авиаотряда, состав которого был:
- Командир воздушного судна (КВС) — Владимир Ильич Горчаков;
- Второй пилот — Юрий Иванович Фёдоров;
- Штурман — Александр Александрович Викторов;
- Бортмеханик — Владимир Александрович Кривокалинский;
- Бортрадист — Пантелеймон Георгиевич Крашенников.

В салоне авиалайнера работали 4 стюардессы:
- Валентина Матвеевна Нестерова;
- Таисия Ивановна Любошникова;
- Нинель Константиновна Соколова;
- Зоя Алексеевна Никитина.

## Катастрофа
В 14:34 МСК рейс 245 вылетел из Московского аэропорта Внуково, его выполнял Ил-18Б борт СССР-75654, который летел из Москвы в Сочи. После набора высоты занял эшелон 8000 метров. На его борту находились 50 пассажиров и 9 членов экипажа.
В 15:47 летящий над облаками по воздушному коридору Воронеж — Ростов-на-Дону с путевой скоростью 630 км/ч Ил-18 вошёл в зону ГРДП Ростов, о чём экипаж доложил диспетчеру. В ответ диспетчер ГДРП сообщил, что самолёт относительно Ростовского аэропорта находится в 240 километрах по азимуту 5°. Экипаж подтвердил получение информации. В 15:59 диспетчер ГДРП сообщил, что самолёт прошёл траверз Луганска, однако ответа не последовало, а отметка рейса быстро пропала с экрана радиолокатора.
Ил-18 летел в горизонтальном полёте, когда неожиданно закрылки выпустились в посадочное положение (40°). Возникла потеря продольной управляемости и авиалайнер начал быстро входить в пикирование (сказались конструктивные особенности). Экипаж пытался вывести самолёт из падения, но сделать это можно было, только убрав закрылки, а созданная быстрым пикированием отрицательная перегрузка не позволяла этого сделать. Из-за высокого аэродинамического сопротивления оторвало правую часть крыла и закрылки. В 16:00 под углом пикирования 73° в перевёрнутом состоянии и с небольшим левым креном Ил-18 врезался в заснеженное поле в 80 метрах южнее проходящего рядом шоссе и полностью разрушился, пожара при этом не возникло. Место падения находилось в Тарасовском районе Ростовской области в 10 километрах восточнее хутора Чеботовка, 18 километрах юго-западнее села Верхняя Тарасовка и в 45 километрах юго-западнее города Миллерово. Все 59 человек на борту погибли.

## Причины
По заключению комиссии, наиболее вероятно, что закрылки выпустились из-за перемещения рычага управления закрылками, когда его зацепил кто-то из экипажа. Это возможно из-за конструктивного недостатка самолётов Ил-18, на которых отсутствовала надёжная защита от такого перемещения, в отличие от самолётов Ил-14 и Ил-28. Также такое перемещение рычага стало возможным потому, что он находился в среднем положении, которое соответствовало фиксации закрылков во взлётном или посадочном положении. При убранных закрылках РЛЭ запрещало устанавливать этот рычаг в среднее положение.